# Lærke Ruby
Lærke Ruby (1999) es una deportista danesa que compite en acuatlón. Ganó una medalla de bronce en el Campeonato Europeo de Acuatlón de 2024.

## Palmarés internacional
| Campeonato Europeo | Campeonato Europeo | Campeonato Europeo | Campeonato Europeo |
| Año                | Lugar              | Medalla            | Prueba             |
| ------------------ | ------------------ | ------------------ | ------------------ |
| 2024               | Coímbra (Portugal) | Medalla de bronce  | Individual         |